# Heilige Drei Könige bei Sankt Benedikt
Die Kirche Heilige Drei Könige bei St. Benedikt (slowenisch Sv. Trije Kralji pri Benediktu) zählt zu den bedeutendsten spätgotischen Bauten in den Windischen Büheln (Slovenske gorice) in der slowenischen Spodnja Štajerska (Untersteiermark).

## Geschichte
Der Bau verweist auf zwei Bauphasen. Die Kirche ist für 1445 erstmals belegt und wurde in ihrer einfachen Bauform 1521 bis 1528 umgebaut. Jahresangaben belegen, dass damals zunächst das Presbyterium errichtet wurde, danach der dreischiffige Saal. Das Äußere der Kirche bezeugt vielfältige Stilelemente der Spätgotik, aber auch erste Einflüsse der Renaissance. 
Bemerkenswert ist die Ausstattung der Altäre. Der „goldene“ Altar von 1611 zeigt die Himmelfahrt Marias, die zugehörigen Flügelaltäre tragen ein Bild von 1560 von Christi Geburt und ein Bild der Heiligen Drei Könige von 1623. Weil die nahegelegene Wallfahrtskirche Dreifaltigkeit ab Ende des 17. Jahrhunderts an Bedeutung gewann, wurde die Kirche Heilige Dreikönige nicht barockisiert, so dass der spätgotische Bauzustand erhalten blieb.